# Род Серлінг
Род Серлінг (англ. Rod Serling), повне ім'я Родман Едвард Серлінг (англ. Rodman Edward Serling) (25 грудня 1924, Сіракузи, Нью-Йорк, США — 28 червня 1975, Рочестер, Нью-Йорк, США) — американський письменник, актор, продюсер, сценарист, учасник Другої світової війни, один з представників «Золотого століття» західного телебачення.

## Біографія
Родман Едвард Серлінг народився в Сіракузах у єврейській родині Семюеля та Естер Серлінгів. Батько Рода працював продавцем м'яса. У віці двох років, у 1926, Род разом з сім'єю переїхав до Бінгемптона, де провів своє дитинство та закінчив школу. Після закінчення Бінґгемптонської вищої школи в січні 1943 вступив до лав Збройних сил США, де з травня 1944 служив десантником у 511-му парашутному піхотному полку у складі 11-ї повітряної дивізії, дислокованої в Новій Гвінеї. В ході бойових дій проти військ Японії на Філіппінах був поранений шрапнеллю в коліно та зап'ястя, внаслідок чого нагороджений «Пурпуровим Серцем», «Бронзовою Зіркою» та іншими медалями. Також під час служби в американській армії досить успішно займався боксом. У січні 1946 був звільнений з армії, після чого вступив до коледжу Антіохії (штат Огайо, США).
По закінченні коледжу в 1950 отримав ступінь бакалавра та влаштувався письменником-стажером на радіостанцію WLW у Цинциннаті (штат Огайо, США). Для того, щоб працювати тут на постійній основі як фрилансер, Серлінг важко працював вдень і вночі, створюючи нові сценарії для радіостанції та паралельно — для телевізійних кінострічок. На початку 1950-х молодий сценарист разом з дружиною та донькою переїхав до передмістя Нью-Йорку. У 1955 Род Серлінг отримав першу премію «Еммі» — за сценарій до кінофільму «Patterns», другу «Еммі» отримав вже в 1956 — за сценарій до стрічки «Requiem for a Heavyweight». Наприкінці 1950-х телевізійна індустрія США передислоковується з Нью-Йорка в Голлівуд, це примусило й Серлінга переїхати до Каліфорнії, що він і зробив у 1957. У 1959 вийшли перші епізоди телевізійного серіалу «Зона сутінків», ідея створення якого належить Серлінгові, та який згодом приніс авторові популярність та три премії «Еммі». У «Зоні сутінків» Серлінг виступає також як оповідник. Серіал транслювався протягом п'яти сезонів, в цей час Серлінг написав сценарії для більш, ніж половини епізодів, загальна кількість яких становить сто п'ятдесят шість.
В подальші роки Серлінг займався написанням сценаріїв для кінострічок, включаючи такі, як «Сім днів у травні» (англ. Seven Days In May) (1964), у якій розповідається про військовий переворот проти Президента США, «Планета мавп» (англ. Planet of the Apes) (1968) та «Чоловік» (англ. The Man) (1972), у якій йдеться про першого чорношкірого Президента США. У 1970 компанія NBC запустила телесеріал «Нічна галерея» (англ. Night Gallery), для якого Серлінг написав приблизно одну третину сценаріїв. Історії, придумані та написані Серлінгом для «Нічної галереї» та «Зони сутінків», були також опубліковані у книзі «The Season to be Wary», яка вийшла в 1968.

### Смерть
В 1975 у Серлінга трапилось два серцевих напада, після яких він був доставлений до госпіталю в американському місті Рочестер. Під час операції в нього відбувся третій серцевий напад. Родман Едвард Серлінг помер 28 червня 1975 у лікарні Рочестера, що в Нью-Йорку.

## Особисте життя та родина
Під час навчання в коледжі Антіохії Род Серлінг познайомився з протестанткою Керол Крамер, яка пізніше стала його дружиною, незважаючи на протест з боку батьків Серлінга, які за походженням були євреями. Род та Керол повінчалися в антіохійській екуменічній церкві влітку 1948.

## Цікаві факти
- Зріст Серлінга становив лише 163 см, однак, незважаючи на це, він займався боксом та служив у повітряно-десантних військах.
- Обіймав посаду професора в коледжі Ітаки.
- Після війни страждав на безсоння.
- Мав велику кількість нагород за участь в бойових діях, серед яких — медаль Перемоги у Другій світовій війні (англ. World War II Victory Medal), медаль «За участь в Американській кампанії» (англ. American Campaign Service Medal), медаль «За участь в Азійсько-Тихоокеанській кампанії» (англ. Asiatic-Pacific Campaign Medal), медаль «За відмінну поведінку» (англ. Good Conduct Medal), медаль «За звільнення Філіппін» (англ. Phillippine Liberation Medal), медаль «Пурпурне Серце» (англ. Purple Heart), Значок бойового піхотинця (англ. Combat Infantryman Badge), Значок парашутиста (англ. Parachutist Badge), значок «За відмінну службу» (англ. Honorable Service Lapel Pin) та Бронзова Зірка (англ. Bronze Star Medal).
- Є автором радіосеріалу «Нульова година» (англ. The Zero Hour), що транслювався з 1973 по 1974.
- Почав писати під час Другої світової війни, коли одужував від поранень.
- До закінчення кар'єри зачитував оповіді в деяких документальних стрічках про акул та підводне життя, які тривалий час показувалися в школах.
- Вважається одним з найбільш впливових письменників в історії телебачення.
- Був відвертим противником війни у В'єтнамі.

## Нагороди
| Рік  | Нагорода                                | Результат |
| ---- | --------------------------------------- | --------- |
| 1956 | Primetime Emmy                          | Перемога  |
| 1956 | Primetime Emmy                          | Номінація |
| 1957 | Personal Award                          | Перемога  |
| 1957 | Primetime Emmy                          | Перемога  |
| 1958 | Primetime Emmy                          | Перемога  |
| 1959 | Primetime Emmy                          | Номінація |
| 1960 | Primetime Emmy                          | Перемога  |
| 1960 | Hugo                                    | Перемога  |
| 1961 | WGA Award (TV)                          | Номінація |
| 1961 | Primetime Emmy                          | Перемога  |
| 1961 | Hugo                                    | Перемога  |
| 1962 | WGA Award (TV)                          | Номінація |
| 1962 | Primetime Emmy                          | Номінація |
| 1962 | Hugo                                    | Перемога  |
| 1963 | Hugo                                    | Номінація |
| 1963 | Golden Globe                            | Перемога  |
| 1964 | Primetime Emmy                          | Перемога  |
| 1965 | WGA Award (Screen)                      | Номінація |
| 1970 | Special Edgar                           | Перемога  |
| 1976 | Laurel Award for TV Writing Achievement | Перемога  |
| 1988 | Star on the Walk of Fame                | Перемога  |
| 2001 | WGA Award (TV)                          | Перемога  |
| 2001 | Daytime Emmy                            | Номінація |

## Обрана фільмографія
- Patterns, Kraft Television Theatre (1955)
- Requiem for a Heavyweight, Playhouse 90 (1956)
- The Comedian, Playhouse 90 (1957)
- The Twilight Zone (1959—1964)
- Planet of the Apes (1968)
- Rod Serling's Night Gallery (1970—1973)